# الغوارب (قفل شمر)

تعديل مصدري - تعديل

الغوارب هي إحدى قرى عزلة المخلاف بمديرية قفل شمر التابعة لمحافظة حجة، بلغ تعداد سكانها 8 نسمة حسب تعداد اليمن لعام 2004.